# Ulvsjön, Västergötland
Ulvsjön är en sjö i Karlsborgs kommun och Tibro kommun i Västergötland och ingår i Motala ströms huvudavrinningsområde. Sjön har en area på 0,0958 kvadratkilometer och ligger 100 meter över havet. Sjön avvattnas av vattendraget Örlan.

## Delavrinningsområde
Ulvsjön ingår i det delavrinningsområde (648534-141065) som SMHI kallar för Utloppet av Örlen. Medelhöjden är 126 meter över havet och ytan är 91,4 kvadratkilometer. Det finns inga delavrinningsområden uppströms utan avrinningsområdet är högsta punkten. Örlan som avvattnar avrinningsområdet har biflödesordning 3, vilket innebär att vattnet flödar genom totalt 3 vattendrag innan det når havet efter 185 kilometer. Delavrinningsområdet består mestadels av skog (50 %) och jordbruk (19 %). Avrinningsområdet har 14,26 kvadratkilometer vattenytor vilket ger det en sjöprocent på 15,6 %. Bebyggelsen i området täcker en yta av 1,94 kvadratkilometer eller 2 % av avrinningsområdet.